# Élections législatives de 1877 dans la Mayenne
Les élections législatives françaises de 1877 se déroulent les 14 et 28 octobre 1877. Dans le département de la Mayenne, cinq députés sont à élire dans le cadre de cinq circonscriptions.

## Élus
| Identité                    | Parti | Parti                |
| --------------------------- | ----- | -------------------- |
| Eugène Bernard-Dutreil      |       | Conservateur         |
| Albert Ancel                |       | Légitimiste          |
| Vital Bruneau               |       | Gauche républicaine  |
| Amédée Renault-Morlière     |       | Gauche républicaine  |
| Théophile Souchu-Servinière |       | Républicains modérés |

*L'élection de Eugène Bernard-Dutreil  est invalidée en 1878.

## Résultats par arrondissement

### Arrondissement de Château-Gontier
| Candidats      | Candidats                     | Étiquette            | Premier tour | Premier tour | Deuxième tour | Deuxième tour |
| Candidats      | Candidats                     | Étiquette            | Voix         | %            | Voix          | %             |
| -------------- | ----------------------------- | -------------------- | ------------ | ------------ | ------------- | ------------- |
|                | Albert Ancel *                | Légitimiste          | 9 775        |              |               |               |
|                | Étienne Albert Duboys Fresney | Républicains modérés | 7 643        |              |               |               |
|                |                               |                      |              |              |               |               |
| Inscrits       |                               |                      |              |              |               |               |
| Votants        |                               |                      |              |              |               |               |
| Abstention     |                               |                      |              |              |               |               |
| Blancs et nuls |                               |                      |              |              |               |               |
| Exprimés       |                               |                      |              |              |               |               |

*sortant

### Arrondissement de Laval

#### 1recirconscription
| Candidats      | Candidats                     | Étiquette            | Premier tour | Premier tour | Deuxième tour | Deuxième tour |
| Candidats      | Candidats                     | Étiquette            | Voix         | %            | Voix          | %             |
| -------------- | ----------------------------- | -------------------- | ------------ | ------------ | ------------- | ------------- |
|                | Théophile Souchu-Servinière * | Républicains modérés | 8 111        |              |               |               |
|                | Henri de Vaujuas-Langan       | Légitimiste          | 7 425        |              |               |               |
|                |                               |                      |              |              |               |               |
| Inscrits       |                               |                      |              |              |               |               |
| Votants        |                               |                      |              |              |               |               |
| Abstention     |                               |                      |              |              |               |               |
| Blancs et nuls |                               |                      |              |              |               |               |
| Exprimés       |                               |                      |              |              |               |               |

*sortant

#### 2ecirconscription
| Candidats      | Candidats              | Étiquette            | Premier tour | Premier tour | Deuxième tour | Deuxième tour |
| Candidats      | Candidats              | Étiquette            | Voix         | %            | Voix          | %             |
| -------------- | ---------------------- | -------------------- | ------------ | ------------ | ------------- | ------------- |
|                | Eugène Bernard-Dutreil | Conservateur         | 6 022        |              |               |               |
|                | Charles Lecomte *      | Républicains modérés | 5 508        |              |               |               |
|                |                        |                      |              |              |               |               |
| Inscrits       |                        |                      |              |              |               |               |
| Votants        |                        |                      |              |              |               |               |
| Abstention     |                        |                      |              |              |               |               |
| Blancs et nuls |                        |                      |              |              |               |               |
| Exprimés       |                        |                      |              |              |               |               |

*sortant

### Arrondissement de Mayenne

#### 1recirconscription
| Candidats      | Candidats                           | Étiquette           | Premier tour | Premier tour | Deuxième tour | Deuxième tour |
| Candidats      | Candidats                           | Étiquette           | Voix         | %            | Voix          | %             |
| -------------- | ----------------------------------- | ------------------- | ------------ | ------------ | ------------- | ------------- |
|                | Amédée Renault-Morlière *           | Gauche républicaine | 9 617        |              |               |               |
|                | Joseph-Augustin Boullier de Branche | Légitimiste         | 6 267        |              |               |               |
|                |                                     |                     |              |              |               |               |
| Inscrits       |                                     |                     |              |              |               |               |
| Votants        |                                     |                     |              |              |               |               |
| Abstention     |                                     |                     |              |              |               |               |
| Blancs et nuls |                                     |                     |              |              |               |               |
| Exprimés       |                                     |                     |              |              |               |               |

*sortant

#### 2ecirconscription
| Candidats      | Candidats       | Étiquette           | Premier tour | Premier tour | Deuxième tour | Deuxième tour |
| Candidats      | Candidats       | Étiquette           | Voix         | %            | Voix          | %             |
| -------------- | --------------- | ------------------- | ------------ | ------------ | ------------- | ------------- |
|                | Vital Bruneau * | Gauche républicaine | 9 133        |              |               |               |
|                | Honoré Sablé    |                     | 7 033        |              |               |               |
|                |                 |                     |              |              |               |               |
| Inscrits       |                 |                     |              |              |               |               |
| Votants        |                 |                     |              |              |               |               |
| Abstention     |                 |                     |              |              |               |               |
| Blancs et nuls |                 |                     |              |              |               |               |
| Exprimés       |                 |                     |              |              |               |               |

*sortant

## Sources
- L’Ordre de Paris, 1 novembre 1877